# جان بيير بيرنيس
جان بيير بيرنيس (من مواليد 1959/60) هو وكيل كرة قدم فرنسي ومدير كرة قدم سابق. كان مديرًا عامًا لنادي أولمبيك مرسيليا خلال (1989-1994)، واستقال في أعقاب فضيحة الرشوة في كرة القدم الفرنسية. كان بيرنيس وكيلًا للعديد من لاعبي كرة القدم الدوليين بما في ذلك فرانك ريبيري وديدييه ديشامب.

## الحياة الشخصية
نشأ بيرنيس في سالون دو بروفانس. كان والده في الجيش وكانت والدته معلمة الموسيقى. تخرج من معهد العلوم السياسية في آكس. يعيش حاليًا في كاسيس، بوش دو رون.

## حياته المهنية
في عام 1980، بدأت شركة بيرنيس في بيع بطاقات العضوية لنادي أولمبيك مرسيليا، وذلك لمحاولة مساعدتهم في التغلب على صعوباتهم المالية. في خريف عام 1981، انضم إلى النادي للعمل في الإدارة. في عام 1989، أصبح المدير العام للنادي. في عام 1993، تورط بيرنيس في فضيحة الرشوة في كرة القدم الفرنسية. تتعلق الحادثة برشوة ثلاثة لاعبين من نادي فالنسيان لتقديم أداء أقل من المتوقع في مباراة ضد نادي مرسيليا، حتى يتمكن نادي مرسيليا من البقاء في حالة جيدة لنهائي دوري أبطال أوروبا ضد نادي ميلان. كان بيرنيس متورطًا في المكالمة الهاتفية لترتيب الرشوة. في يوليو 1993، ترك بيرنيس منصبه في مرسيليا، بسبب الفضيحة. وفي المحاكمة، حُكم على بيرنيس بالسجن لمدة عامين مع وقف التنفيذ وغرامة مالية. في عام 1994، تم إيقاف بيرنيس مدى الحياة من قبل الاتحاد الفرنسي لكرة القدم، على الرغم من إلغاء الحظر من قبل الاتحاد الدولي لكرة القدم في عام 1996.
في عام 1999، بدأ بيرنيس العمل كوكيل كرة قدم، حيث عمل مع وكيل زين الدين زيدان. في عام 2007، أصبح بيرنيس وكيل أعمال فرانك ريبيري، قبل انتقاله مقابل 25 مليون يورو من مرسيليا إلى بايرن ميونيخ. في نفس العام، أوصى بتوفيلو ماوليدا إلى مدير بوردو لوران بلان. في عام 2010، تحدث بيرنيس مع موكله ومدرب مرسيليا ديدييه ديشامب بشأن التعاقد مع لاعب الوسط ألو ديارا ، الذي كان أيضًا أحد عملاء بيرنيس. في عام 2011، كان بيرنيس وكيلًا لسمير نصري عندما انتقل من آرسنال إلى مانشستر سيتي. في عام 2016، عمل بيرنيس مع جوسلين جورفينيك أثناء تقديمه لوظيفة مدير في نانت. وفي نفس العام، أعلن بيرنيس رحيل لوران بلان عن باريس سان جيرمان. في عام 2018، قرر بلان إنهاء عقده مع بيرنيس. ومن بين اللاعبين الآخرين الذين كان بيرنيس وكيلًا لهم: جيريمي مينيز، وجيريمي ماثيو، وجيمي برياند.
بين عامي 2010 و2013، حقق بيرنيس متوسط 3.6 مليون يورو سنويًا، مما جعله ثاني أعلى وكيل أجرًا في كرة القدم الأوروبية. في عام 2016، بلغت القيمة المقدرة للاعبين الذين يمثلهم بيرنيس 87 مليون يورو. في عام 2018، اقترح أن بيرنيس كان من بين المرشحين لمنصب المدير الرياضي الشاغر في ليون.